# Triumph (Guyana)
Triumph is een dorp in de regio Demerara-Mahaica van Guyana. Het ligt ongeveer 11 km ten oosten van Georgetown. Sinds 2009 is Triumph de hoofdplaats van de regio Demerara-Mahaica.

## Geschiedenis
In 1842 werd de plantage naast Beterverwagting gekocht door Lambert Christian, en werd het dorp Triumph gesticht. Christian raakte in financiele problemen en de inwoners van Beterverwagting hadden geprobeerd om het land in twee termijnen te kopen. De overheid van Brits-Guiana was het niet eens met de beslissing en kocht het land. Pogingen alsnog het land te kopen draaiden op niets uit. Triumph en Beterverwagting zijn inmiddels samengegroeid en worden vaak aangeduid als Beterverwagting/Triumph. Tevens behoren ze tot dezelfde gemeente.
Triumph wordt voornamelijk bewoond door Indo-Guyanezen. Het dorp heeft veel winkels en bedrijven. De middelbare school en kliniek bevinden zich in het naburige Beterverwagting, Paradise was de hoofdplaats van de regio, maar in 2006 werden de kantoren door brand verwoest. In 2009 werd een nieuw regionaal hoofdkantoor geopend in Triumph.
Beterverwagting · Buxton · Georgetown · Paradise · Providence · Soesdyke · St. Cuthbert's Mission · Timehri · Triumph · Victoria